# Toshiya Fujita (calciatore)
Toshiya Fujita (藤田 俊哉?, Fujita Toshiya; Shizuoka, 4 ottobre 1971) è un ex calciatore giapponese, di ruolo centrocampista.

## Palmarès

### Nazionale
- Coppa d'Asia: 1

2004